# Nga huy động quân năm 2022

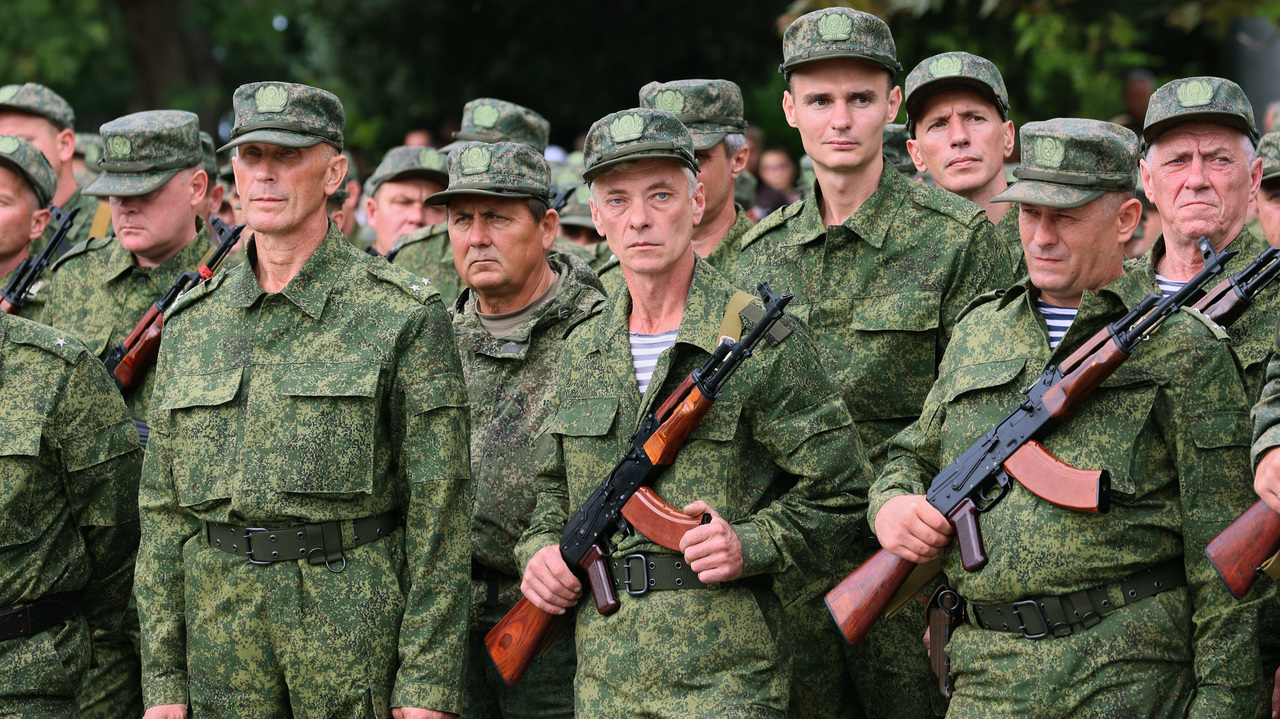
Lực lượng huy động của Nga vào năm 2022 với trang bị súng trường AK thô sơ

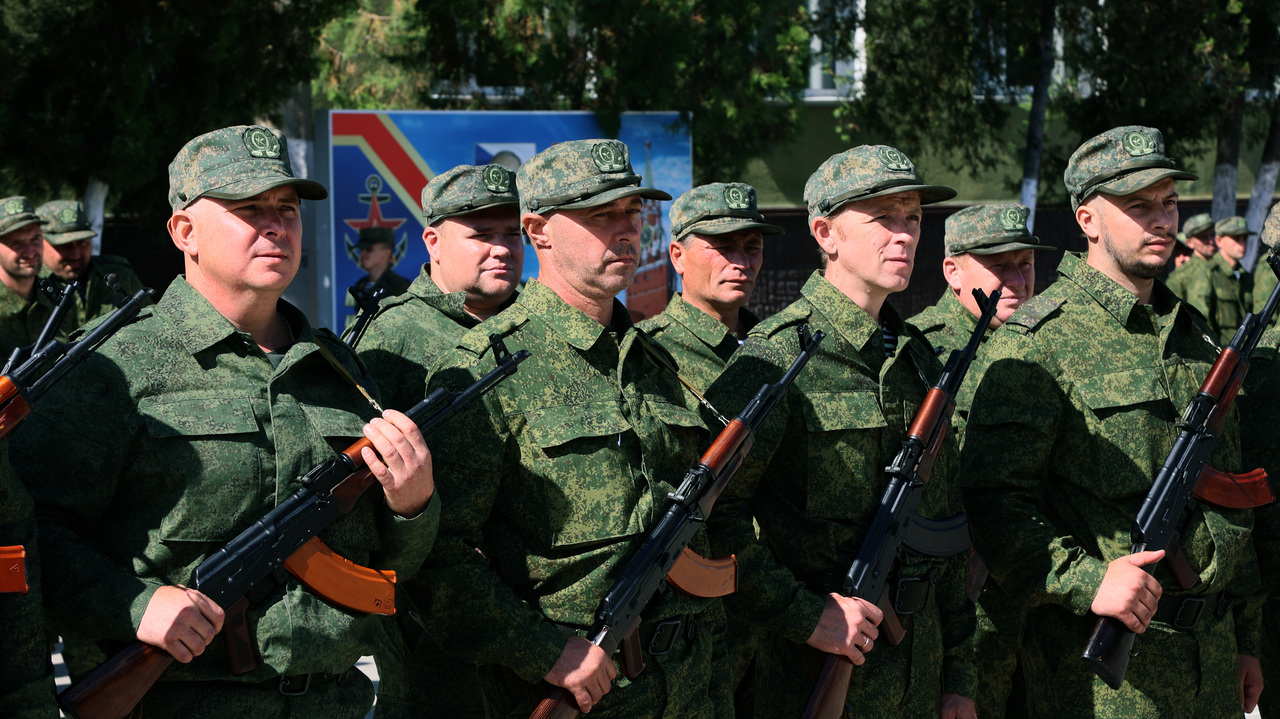
Lực lượng quân Nga được huy động ở Crưm

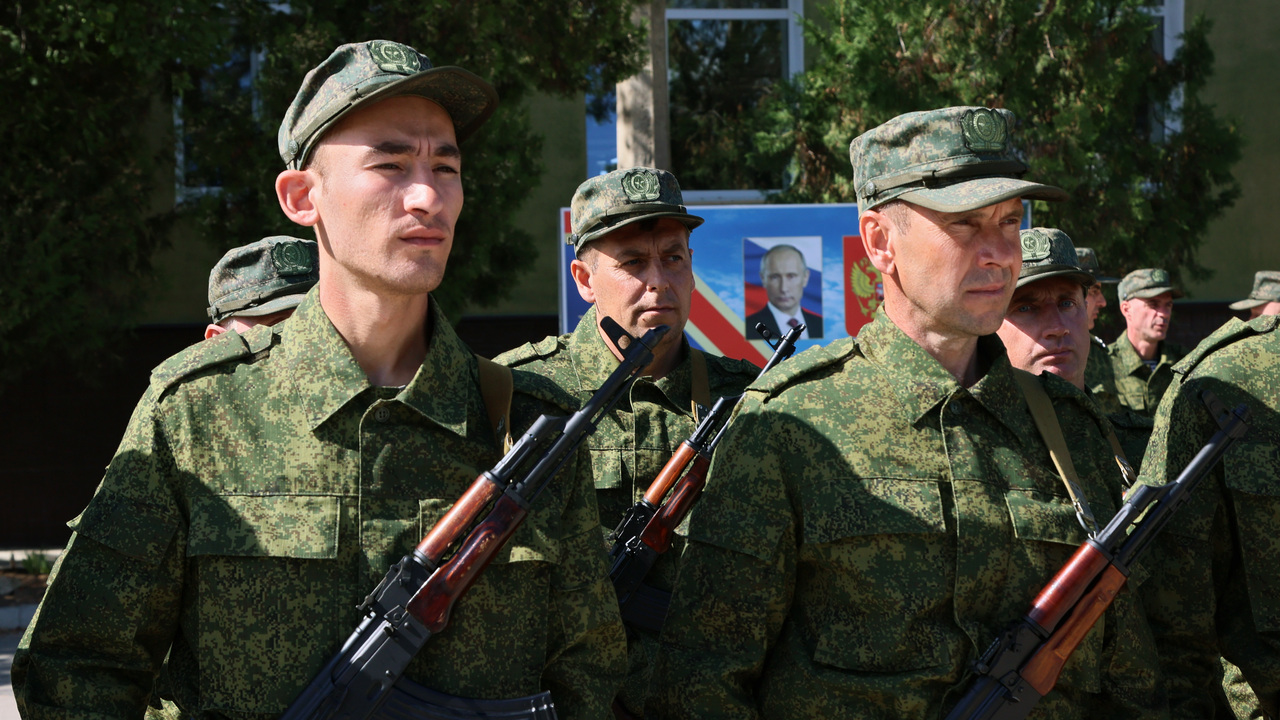
Lực lượng dự bị động viên của Nga buộc phải tung vào chiến trận để bù đắp

Nga huy động quân năm 2022 (2022 Russian mobilization) là việc quân đội Nga huy động một lực lượng lớn quân đội dự bị động viên để tung vào chiến trường Ukraina khi cuộc chiến kéo dài trên một mặt trận rộng lớn làm kéo căng và dàn mỏng lực lượng quân sự của Nga nên phải huy động quân số để bù đắp, đợt động viên một phần này diễn ra từ 21 tháng 9 năm 2022 cho đến nay và phải vội vã thực hiện cuối năm 2022, sau khi các cuộc phản công của Ukraina tại các tỉnh do Nga chiếm đóng với thắng lợi vang dội của Ukraina tại cuộc phản công ở Kharkov và Kherson. Chính quyền Nga phải vội vã kích hoạt Điều khoản số 7 quy định chi tiết số lượng người chính xác được huy động là bí mật. Vào ngày 21 tháng 9 năm 2022, bảy tháng sau Nga xâm lược Ukraina, Nga đã tuyên bố huy động một phần quân dự bị. Quyết định được đưa ra một ngày sau khi công bố sự sáp nhập của Nga của Cộng hòa Nhân dân Donetsk (DPR), Cộng hòa Nhân dân Luhansk (LPR), Kherson và Zaporizhzhia. 
Bộ trưởng Quốc phòng Sergei Shoigu thông báo rằng Nga có "dự trữ huy động khổng lồ" và lên kế hoạch huy động 300.000 tân binh ném vào cuộc chiến. Tuy nhiên, chi tiết chính xác về kế hoạch huy động hiện vẫn chưa rõ ràng vì số người chính xác được huy động vẫn chưa được xác định. Vào ngày 28 tháng 10, Bộ trưởng Quốc phòng Shoigu báo cáo với Tổng thống Nga Vladimir Putin rằng việc huy động đã hoàn tất, sau đó Putin ra thông báo về việc hoàn thành đợt huy động. Tuy nhiên, người ta suy đoán rằng việc huy động sẽ chỉ kết thúc sau khi Putin ký sắc lệnh liên quan, và việc huy động bí mật đó vẫn sẽ diễn ra. Người phát ngôn của Điện Kremlin ông Dmitry Peskov đã bác bỏ tuyên bố này, nhưng tính đến cuối tháng 12 năm 2022, nhiều nhà phân tích quân sự và cơ quan truyền thông vẫn khẳng định rằng việc huy động bắt lính vẫn tiếp tục diễn ra ở Nga. Theo The Moscow Times, chính quyền Nga đã nhiều lần bác bỏ khả năng huy động ít nhất là 15 lần trước khi công bố huy động một phần trong lần này.

## Sự thiệt hại
Việc huy động là do tổn thất nặng nề của Nga trong giai đoạn đầu cuộc chiến khi các đơn vị chuyên nghiệp thuộc quân đội chính quy, các nhóm tác chiến cấp tiểu đoàn (BTG) đã bị tiêu diệt, đánh quỵ hoặc đánh thiệt hại nặng đến mức không thể hồi phục do sai lầm chiến thuật của Nga trong cuộc chiến đầy vội vã. Vào tháng 9 năm 2022, Bộ trưởng Quốc phòng Nga Shoigu thông báo rằng quân đội Nga có tới 5.937 binh sĩ thiệt mạng trong chiến tranh và 90% số người bị thương đã trở lại chiến trường. Tuyên bố của Shoigu bị nhiều người cho là sai lệch, che dấu thiệt hại vì theo BBC thì tính đến ngày 16 tháng 9 năm 2022, lực lượng Nga đã có ít nhất 6.476 người thiệt mạng được xác nhận danh tính. Thậm chí con số này được xác nhận là thấp hơn nhiều so với thực tế, khi danh sách tổn thất nhân mạng do BBC cung cấp có thể ít hơn ít nhất 40–60% so với số quân nhân thực tế được chôn cất tại Nga, chưa kể những binh sĩ có thi thể bị bỏ lại Ukraina hoặc được cố tình xác định là đã "mất tích trong chiến đấu". 
BBC đã thu thập dữ liệu về cái chết của hơn một nghìn chuyên gia quân sự ưu tú, bao gồm hơn 70 phi công quân sự, hơn 370 lính thủy đánh bộ Nga, hàng trăm lính dù Nga (VDV) và hơn 200 binh sĩ lực lượng đặc biệt GRU, trong đó cứ bốn người thì có một sĩ quan. Ngày 21 tháng 9 năm 2022, Bộ Tổng tham mưu Ukraina đưa ra con số tổn thất của lực lượng Nga là 55.100 nhân mạng. Vào ngày 12 tháng 10 năm 2022, Dự án truyền thông độc lập iStories của Nga đã trích dẫn các nguồn tin thân cận với Điện Kremlin đưa tin rằng đã có hơn 90.000 binh sĩ Nga đã thiệt mạng, bị thương nặng hoặc mất tích ở Ukraina. Tính đến ngày 14 tháng 12 năm 2023, BBC tiếng Nga và Mediazona đã xác nhận rằng có tổng cộng 4.787 người Nga được huy động đã thiệt mạng, trong đó 54 người chết ở Nga do nhiều vụ tai nạn khác nhau. Với 4.787 nhân viên được huy động đã được xác nhận thiệt mạng, số người tử vong được huy động chiếm 12,1% tổng số nhân viên Nga được xác định đã được BBC News Russian và Mediazona xác nhận thiệt mạng. Những người lính mới được huy động từ Samara Oblast nằm trong số những người thiệt mạng tại Ukraina khi mở tiệc liên hoan ăn chơi nhưng bị địch quân tấn công khu quân sự Makiivka vào đêm giao thừa ngày 31 tháng 12 năm 2022. Phía Ukraina tuyên bố cuộc tấn công đã giết chết tới 400 binh sĩ Nga và làm bị thương 300 người khác. Cuộc tấn công này được thực hiện chính xác bằng tên lửa HIMARS. Đến ngày 13 tháng 2 năm 2023, BBC News Russian và Mediazona đã xác định được danh tính của 107 người Nga được huy động đã thiệt mạng trong trận pháo kích này.